# Sóc chuột Hải Nam
Sóc chuột Hải Nam (danh pháp hai phần: Tamiops maritimus (được mô tả bởi Bonhote năm 1900)) là một loài động vật thuộc chi Sóc chuột châu Á, Họ Sóc. Trong nhiều phân loại thì loài này được gộp chung vào T. swinhoei. Phạm vi sinh sống của loài này gồm: Các khu vực miền núi tại Lào và Việt Nam ở phía đông sông Mê Kông. Nó cũng có mặt ở miền nam và miền đông Trung Quốc, đảo Hải Nam và Đài Loan (Smith et al. 2008). Có 4 phân loài tại Trung Quốc là T. m. bopinglingensis Hong & Wang, 1984 có ở Phúc Kiến; T. m. formosanus (Bonhote, 1900) tại Đài Loan; T. m. hainanus Allen, 1906 tại đảo Hải Nam, Quảng Tây và miền nam Vân Nam; T. m. maritimus (Bonhote, 1900) tại Phúc Kiến.

## Phân loài[3]
- T. m. maritimus
- T. m. hainanus
- T. m. moi
- T. m. monticolus